# Gijs Weterings
Gijsbert „Gijs“ Willem Weterings (* 24. Juli 1965 in Lagunillas, Zulia, Venezuela) ist ein ehemaliger niederländischer Hockeyspieler, der 1990 Weltmeister und 1991 Europameisterschaftszweiter wurde.

## Sportliche Karriere
Der 1,89 Meter große Gijs Weterings bestritt von 1985 bis 1992 126 Länderspiele für die niederländische Nationalmannschaft, in denen er 61 Tore erzielte.
Weterings debütierte im Oktober 1985 in der Nationalmannschaft und erzielte zwei der drei Tore zum 3:0-Sieg gegen die Mannschaft aus der Sowjetunion. In den nächsten Jahre spielte er regelmäßig in der Nationalmannschaft, war aber bis 1990 nicht bei großen Turnieren dabei. Bei der Weltmeisterschaft in Lahore im Februar 1990 wirkte Weterings dann in allen sieben Spielen mit. Die Niederländer wurden Gruppenzweite hinter den Australiern. Nach dem 3:2-Halbfinalsieg über die deutsche Mannschaft gewannen die Niederländer im Finale mit 3:1 gegen die Mannschaft des Gastgeberlandes Pakistan, wobei Weterings im Finale einen Treffer beisteuerte. Im Juni 1991 bei der Europameisterschaft in Paris gewannen die Niederländer ihre Vorrundengruppe mit fünf Siegen und 38:1 Toren, wobei acht dieser Tore von Weterings erzielt worden waren. Nach einem 2:1 im Halbfinale gegen England unterlagen die Niederländer im Finale den Deutschen mit 1:3, Weterings schoss das einzige Endspieltor für seine Mannschaft. 1992 trafen sich die Mannschaften Pakistans und der Niederlande bei den Olympischen Spielen in Barcelona sowohl in der Vorrunde als auch im Spiel um den dritten Platz und beide Male siegten die Pakistaner. Das Spiel um Bronze war für Weterings das letzte Länderspiel, er traf in diem Match noch einmal ins Tor.
Auf Vereinsebene spielte Weterings für den Stichtse Cricket en Hockey Club.